# Sjarhej Zichanouski

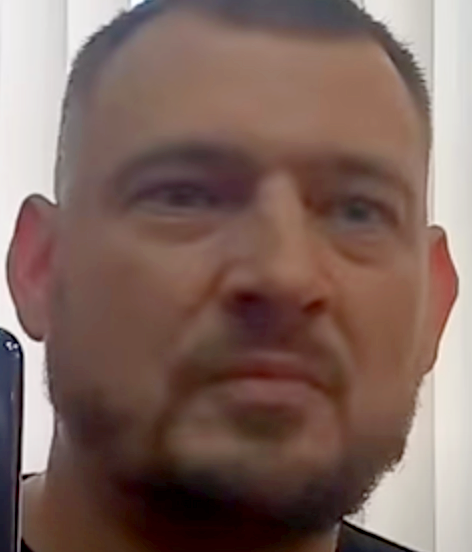
Sjarhej Zichanouski, 2020

Sjarhej Zichanouski (belarussisch Сяргей Ціханоўскі, russisch Сергей Тихановский ‚Sergej Tichanowskij‘; * 18. August 1978 in Horki, Sowjetunion) ist ein belarussischer Videoblogger, politischer Aktivist und Geschäftsmann. Er war von 2020 bis 2025 ein politischer Gefangener in seinem Heimatland. 

## Leben
Sjarhej Zichanouski wuchs in Homel auf, wo er das Gymnasium besuchte und an der örtlichen Universität ein Studium abschloss. Später eröffnete er Nachtclubs in Homel und Masyr und organisierte Konzerte. Blogger wurde er nach eigener Aussage durch Zufall, als er sich mit Journalisten über die bürokratischen Hürden unterhielt, denen er bei seinen geschäftlichen Tätigkeiten ausgesetzt war. Er wurde durch seine YouTube-Videos bekannt, in denen er „mit Menschen in den Regionen, eigentlich Lukaschenkas Stammwählern, über Korruption und Diktatur sprach“. Nach seiner Ankündigung, für die Präsidentschaftswahl in Belarus 2020 zu kandidieren, wurde er am 29. Mai 2020 verhaftet. Ihm wurde die Vorbereitung eines schwerwiegenden Verstoßes gegen die öffentliche Ordnung vorgeworfen. Hintergrund war eine nicht genehmigte Kundgebung. Amnesty International stuft Zichanouski als gewaltlosen politischen Gefangenen ein. An seiner Stelle trat seine Ehefrau Swjatlana Zichanouskaja bei der Wahl am 9. August an. Die Wahlkommission hatte ihre Zulassung bestätigt.
Sjarhej Zichanouski wurde am 24. Juni 2021 in Homel unter Ausschluss der Öffentlichkeit vor Gericht gestellt und am 14. Dezember wegen der „Vorbereitung und Organisation von Massenaufständen“ zu 18 Jahren Haft in einem Straflager unter verschärften Bedingungen verurteilt. Seine Ehefrau missbilligte den Schuldspruch gegen ihn und sprach von Rache an den politischen Gegnern von Präsident Lukaschenka.
Anfang Juli 2023 erhielt seine Ehefrau ein anonymes Schreiben, in dem behauptet wurde, Zichanouski sei in der Haft gestorben. Am 21. Juni 2025 wurde er aus der Haft entlassen und ging mit 13 weiteren Ex-Gefangenen nach Litauen, wo er seine Frau traf, die dort ebenfalls im Exil lebt. Die Freilassungen waren erfolgt, nachdem Präsident Aljaksandr Lukaschenka den US-Sondergesandten Keith Kellogg empfangen hatte.

## Auszeichnungen
- 2020: Sacharow-Preis (Preis für Demokratie und Menschenrechte)[11][12]